# Курганский сельский совет (Лебединский район)
Курганский сельский совет (укр. Курганська сільська рада) — входит в состав
Лебединского района
Сумской области
Украины.
Административный центр сельского совета находится в 
с. Курган
.

## Населённые пункты совета
- с. Курган
- с. Кулики
- с. Лозово-Грушевое
- с. Александровка
- с. Плетнево